# Миёси Токэй
Миёси Токей (三好長慶画像,ちょうけい)は; 10 марта 1522 — 10 августа 1564) — японский военный и политический деятель периода Сэнгоку, даймё, поэт. Наиболее влиятельный деятель области Кинай в 1550—1564 годах.

## Жизнеописание
Представитель рода Миёси. Старший сын Миёси Нагамото (Мотонага) (1501—1532). В 1539 году при помощи Миёси Масанаги и Мацунаги Хисахидэ он вторгся в столичную область Кинай и в том же году взял столицу Киото. В 1543 году Миёси Токей изгнал Хосакава Удзицуна из торгового города Сакаи и назначил главой города своего брата Сого Кадзунари (1532—1561).
В 1548 году он принял имя Токей. В результате спора с Миёси Масанага он запросил своего сюзерена Хосокава Харумото собрать войска в провинциях Сэтцу, Идзуми и Кавати, но последний объединился с Масанагой против Токея. В ответ Миёси Токей разгромил Миёси Масанагу, а потом, в 1549 году взял в осаду Хосокава Харумото в его замке Мияке и назначил главой рода Хосокава Удзицуна. Но он не решился до конца уничтожить Хосокава Харумото, снял осаду и вновь повернул оружие против Миёси Масанага, нанеся ему второе поражение. Харумото бежал в Оми, под покровительством сёгуна Асикага Ёситэру. В 1550 году Миёси Токей вторично занял Киото и передал власть в столице в руки Мацунага Хисахидэ. В том же году при поддержке рода Цуцуи он распространил свою власть на всею провинцию Ямато. В 1552 году Миёси Токей вернулся, заставив сёгуна подчиниться.
Около 1560 года Миёси Токейн осадил Хатакэяма Тикамаса в его замке Иимори (Кавати), взял замок и сделал его своей резиденцией. Хитакэяма Такамаса бежал в провинции Кии, набрал там войска и вернулся, чтобы атаковать Токэя, но снова был разбит. В следующем 1563 году Миёси Ёсиоки, сын Токэя, был отравлен Мацунага Хисахидэ. Миёси Токэй сделал наследником Ёсицугу (1549—1573), приемного сына от своего брата, Сого Кадзумаса, но между ними не было согласия. Между тем, влияние Хисахидэ все росло — в 1564 году по его навету был казнен брат Токэя, Атаги Фуюясу. Вскоре после этого, Токэй заболел и скончался.

## Культурная деятельность
Токей был известным эстетом, писал стихи и увлекался чайной церемонией. Он покровительствовал известному поэту в жанре ренга, Сатомура Дзёха, а также в 1557 году по его приказу был построен знаменитый храм Нансюдзи в городе Сакаи.